# نادي شباب السموع
نادي شباب السموع هو نادي كرة قدم فلسطيني تأسس عام 1976 في بلدية السموع يلعب في الدوري الفلسطيني الممتاز للضفة الغربية